# Los Glaciares
Los Glaciares (spansk for "gletsjerne") er en nationalpark i Santa Cruz provinsen i den argentinske del af Patagonien. Den omfatter et areal på cirka 6.000 km². Parken blev i 1981 optaget på UNESCOs verdensarvsliste.
Nationalparken, som blev grundlagt i 1937, kan opdeles i en nordlig og en sydlig del. Den nordlige del består af Lago Viedma og et antal bjerge, som er populære blandt klatrere og vandrere. Den sydlige del, som udgør størstedelen af parken, består af tre store gletsjere (Perito Moreno, Upsala og Viedma) og et antal mindre. Disse flyder ned mod de to søer Lago Argentino og Lago Viedma. 
Los Glaciares er et vigtigt besøgsmål for internationale turister. Ture udgår fra byen El Calafate ved søen Lago Argentino.